# Wolf (raceteam)

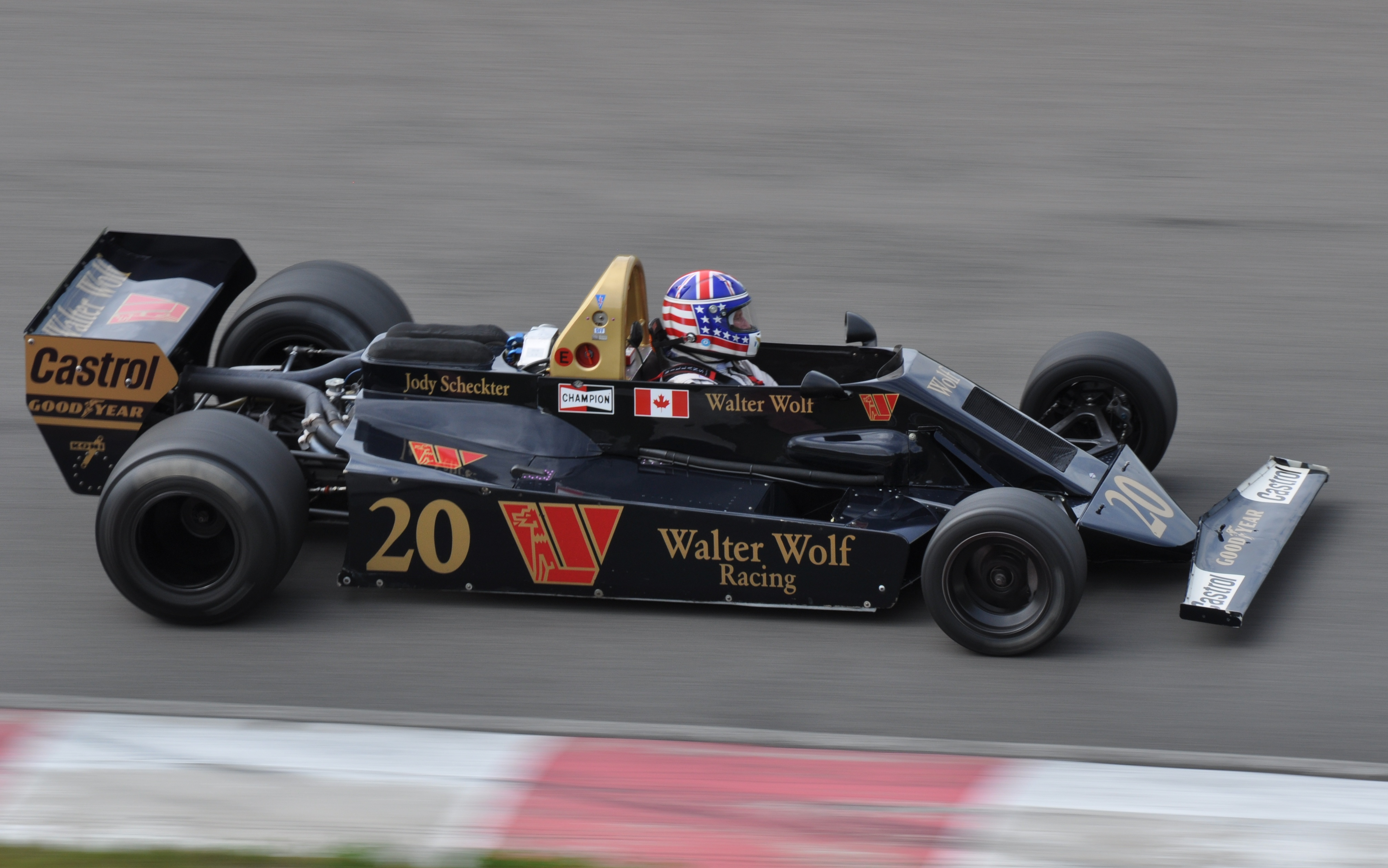
Wolf WR6

Wolf was een Formule 1-team, dat van 1977 tot 1979 actief was in hoogste klasse van de autosport. Het kwam voort uit het team van de Frank Williams Racing Cars, vernoemd naar Frank Williams en Hesketh. Williams verkocht zijn team aan Wolf, nadat het team al in 1976 uitkwam onder de naam Wolf-Williams, maar met weinig succes; er werden dat jaar geen punten behaald. Wolf kocht ook auto's van het failliete Hesketh. Het team van eigenaar Walter Wolf heeft geschiedenis geschreven door als een van de weinige teams de eerste Grand Prix waaraan het deelnam, meteen te winnen en daarmee mee te dingen voor het kampioenschap. Drie jaar later was het succes alweer voorbij, toen er in 1979 geen enkel punt werd behaald. Walter Wolf besloot te stoppen met het Formule 1-avontuur. In totaal behaalde het team 79 punten, drie overwinningen (Argentinië, Monaco en Canada, alle in 1977) en stond het team 13 keer op het podium. Coureurs die voor het team hebben gereden zijn Jody Scheckter (1977-1978), James Hunt (1979, zeven races), Keke Rosberg (1979, 8 races) en Bobby Rahal (1978, twee races). Wolf reed alle jaren met op Ford gebaseerde Cosworth-motoren. Wolf verkocht zijn team aan Fittipaldi Automotive, een ander Formule 1-team.